# Hotel Meliá Cohiba
El Hotel Meliá Cohiba es un hotel rascacielos inaugurado en 1994, ubicado en El Vedado, La Habana, Cuba, justo frente al Malecón habanero y próximo al histórico Hotel Habana Riviera. 
El hotel posee 401 habitaciones estándar y 61 suites. Los ángulos agudos y las paredes alternas de piedra y vidrio del hotel lo convierten en uno de los más modernos edificios de La Habana, junto a su hotel hermano, el Meliá Habana. 
El Cohiba posee un amplio range de restaurantes y tiendas, como la de habanos. El Café Habana presenta shows nocturnos y música en vivo todas las noches. Fue uno de los primeros hoteles construidos por la compañía Meliá en Cuba. 